# Злестински манастир
Злестинският манастир „Рождество Богородично“ (на македонска литературна норма: Злестински манастир) е православен манастир край охридското село Злести, Северна Македония.

## Местоположение
Манастирът е разположен в местността Ращани, западно от Злести.

## История
В късната античност на Ращани е изградена базиликата „Света Богородица Пречиста“, която в IX век е обновена като триконхална църква.
В 2000 година започва изграждането на католикона на манастира по проект на Драган Танески. Църквата е завършена в 2009 година и на 1 август същата година е осветена от митрополит Тимотей Дебърско-Кичевски. Иконостасът е дело на Гоце Трайчески, стенописите са на Васе Чуркоска, а иконите на иконостаса - на Любчо Дескоски.